# Jimmy Modeste
Jimmy Modeste (Parigi, 8 luglio 1981) è un allenatore di calcio ed ex calciatore francese naturalizzato capoverdiano, di ruolo difensore, tecnico dell'Entente SSG.